# Вайлд (фільм)
«Уа́йльд» (англ. Wilde) — британський біографічний фільм-драма про письменника і поета Вікторіанської епохи Оскара Вайлда, поставлений режисером Браян Гілберт у 1997 році за книгою Річарда Еллманна «Оскар Вайлд».

## Сюжет
Дія фільму розпочинається в США, штат Колорадо. Оскар Вайлд приїжджає на срібну копальню. Його радісно зустрічають і повідомляють, що назвали на честь дорогого гостя відкриту сьогодні жилу. Вайлд напівжартома дякує: «З нетерпінням чекатиму авторських відрахувань». Після цього він спускається в шахту де читає лекцію про творчість Челліні, не зводячи при цьому очей з молодого симпатичного шахтаря. Незважаючи на специфічність місця та публіки, лекція мала успіх.
Вайлд повертається до Англії. Він має намір одружитися з такою собі Констанс Ллойд, донькою королівського адвоката. Вайлду подобається її мовчазність. А майбутню свекруху порадував хороший посаг майбутньої невістки. Оскар описує своїй знайомій, яку ласкаво називає «Сфінкс», майбутнє сімейне життя. Ада, (так насправді звуть Сфінкса), добре знаючи Вайлда, визнала її занадто нудною для такої людини.
Минає час. Констанс народжує Оскару сина. Вайлди здаються щасливими, але під час прогулянки в парку Оскар зізнається Аді, що не знайшов у шлюбі всього, чого шукав. Заразом він представляє Сфінксові нового знайомого — чарівного юнака Роберта Росса, який тимчасово живе в сім'ї Вайлдів, поки його родичі подорожують Європою.
Через деякий час потому. Вечір. Констанс, вже вагітна другою дитиною, вирушає спати. Вона просить Вайлда і Росса не засиджуватися. Роберт просто хоче викурити ще одну сигарету. Вайлд піднімається услід за дружиною в її спальню, бажає добраніч їй і синові, цілує і знову спускається у вітальню. Роберт ще там. Він заводить з Вайлдом розмову про платонічну любов, яка закінчується пристрасними поцілунками й обіймами.
Від тієї ночі Оскар почав вести подвійне життя. Він кохав, по-своєму, дружину, і особливо дітей (Констанс народила ще одного хлопчика — Вівіана), але вже не міг відмовити собі в побаченнях з Роббі. Незабаром у полі зору Вайлда з'являється ще один юнак — Джон Грей. Він син тесляра, але привабливий і недурний. Якось після виставки Оскар запрошує його пообідати. Закінчується обід пристрасною ніччю любові.
Нові захоплення підживлювали творчі сили Вайлда. Він пише як заведений. З'являються його роман «Портрет Доріана Грея», що виклика вскандал, і комедія «Віяло леді Віндермір». На її прем'єрі Оскар знайомиться з Альфредом Дугласом — юнаком неземної краси. Той в захваті від п'єси і запрошує Оскара прочитати лекції у своєму коледжі, правда, зізнається, що його повинні скоро відрахувати. Вайлд дивується, як можна бути таким жорстоким до такого красивого юнака, але погоджується приїхати. Адже він також навчався в Коледжі Магдалини і може відвідати його на правах знаменитого випускника. Але ще до приїзду Оскар допомагає Альфреду розв'язати досить делікатну проблему — викупити лист у шантажиста.
Через деякий час Вайлд приїжджає в Коледж Магдалини. З цієї нагоди студенти влаштовують невелике свято. Альфред розважає Оскара співом, а ніч вони проводять разом.
Новий роман приніс Вайлду більше проблем, ніж радощів. Альфред (чи «Бозі», як його називали близькі) заважав йому працювати, вимагав подарунків, влаштовував скандали, ревнував (навіть до продажних хлопчиків). Останньою краплею стало те, що Бозі відмовився подати хворому Вайлду склянку води і навіть розбив кришталеву карафу, а сам поїхав розважатися. Оскар вирішив кинути проблемного коханця, але тут сталося страшне. При загадкових обставинах загинув старший брат Бозі — Френсіс. Юнака, попри те, що той був заручений, підозрювали в любовному зв'язку зі своїм начальником — міністром закордонних справ. Бозі був убитий горем і присягнувся помститися батькові — маркізові Квінсберрі, якого винив у тому, що той довів Френсіса до самогубства. Знаряддям помсти повинен був стати Вайлд, який зовсім не палав бажанням ставати між батьком і сином.
Життя Оскара поступово перетворювалося на пекло. Він майже не бачився з сім'єю. Квінсберрі переслідував його і мало не влаштував скандал на прем'єрі чергової п'єси Вайлда- «Як важливо бути серйозним» (Оскару вдалося закінчити її тільки тому, що Бозі після чергової сварки й за наполяганням сім'ї поїхав на деякий час до Єгипту).
Нарешті Квінсберрі залишив картку з образливим підписом. Бозі умовив Вайлда почати справу про наклеп і той погодився, не послухавши розумної поради Роббі поїхати. На суді Квінсберрі надав стільки доказів, що справа про наклеп обернулася справою про непристойну поведінку проти самого Вайлда. Бозі намагався виступити в суді, але Оскар заборонив йому. Він не хотів, щоб його коханий потрапив до в'язниці. Він вважав за краще витерпіти все сам. Коли Оскара вели крізь натовп, який кричав «Ганьба!» і плював у недавнього кумира, він побачив Роббі, який зняв перед ним капелюх.
Оскар Вайлд перетворився на ув'язненого С33. Каторжні роботи підірвали його здоров'я. Констанс відвідавши його, повідомила, що у Франції поставили «Саломею» (п'єсу Вайлда, заборонену в Англії через біблійний сюжет), пообіцяла, що дозволить йому побачити дітей. Але на жаль, через деякий час вийшовши з в'язниці, Вайлд знайшов лише її могилу. Ада і Роббі як могли підтримували його, сподівалися вберегти від дурниць. Але Вайлд все одно відправився відшукувати Бозі. І знайшов його в Неаполі. Бозі ніби був радий бачити Оскара, але в титрах повідомили, що через три місяці вони розлучилися.

## У ролях
| • Стівен Фрай      | … | Оскар Вайлд          |
| • Джуд Лоу         | … | Лорд Альфред Дуглас  |
| • Майкл Шин        | … | Роберт Росс          |
| • Ванесса Редґрейв | … | Леді Сперанза Вайлд  |
| • Дженніфер Елі    | … | Констанс Ллойд Вайлд |
| • Зої Вонамейкер   | … | Ада Леверсон         |
| • Том Вілкінсон    | … | Маркіз Квінсберрі    |
| • Йоан Гріффідд    | … | Джон Грей            |
| • Адам Гарсія      | … | Джонс                |
| • Джуді Парфітт    | … | леді Маунт-Темпл     |
| • Орландо Блум     | … | жиголо               |
| • Джеймс Д'Арсі    | … | друг                 |

## Знімальна група
- Автор сценарію — Джуліан Мітчелл за книгою Річарда Еллманна
- Режисер-постановник — Браян Гілберт
- Продюсер — Марк Самуельсон, Пітер Самуельсон
- Виконавчі продюсери — Алекс Грехем, Алан Гауден, Дебора Раффін, Майкл Вінер, Мічийо Йошизакі
- Лінійний продюсер — Нік О'Гаґан
- Асистент продюсера — Рейчел Куперман
- Оператор — Мартін Фюрер
- Композитор — Деббі Вайсман
- Монтаж — Майкл Бредселл
- Художник-постановник — Марія Джуркович
- Художник по костюмах — Нік Еде
- Артдиректор — Сара Голдрен, Мартін Джон
- Підбір акторів — Сара Бірд

## Нагороди та номінації
| Список нагород та номінацій        | Список нагород та номінацій | Список нагород та номінацій                 | Список нагород та номінацій | Список нагород та номінацій | Список нагород та номінацій |
| Кінопремія                         | Рік                         | Категорія                                   | Номінант(и)                 | Результат                   | Дж                          |
| ---------------------------------- | --------------------------- | ------------------------------------------- | --------------------------- | --------------------------- | --------------------------- |
| Міжнародний кінофестиваль у Сіетлі | 1998                        | Найкращий актор                             | Стівен Фрай                 | Перемога                    |                             |
| Премія BAFTA                       | 1998                        | Найкраща гра акторки в ролі другого плану   | Дженніфер Елі               | Номінація                   |                             |
| Премія BAFTA                       | 1998                        | Найкраща гра акторки в ролі другого плану   | Зої Вонамейкер              | Номінація                   |                             |
| Премія «Золотий глобус»            | 1999                        | Найкращий актор художнього фільму — Драма   | Стівен Фрай                 | Номінація                   |                             |
| Премія «Супутник»                  | 1999                        | Найкращий актор в художньому фільмі — Драма | Стівен Фрай                 | Номінація                   |                             |
| Премія GLAAD                       | 1999                        | Видатний фільм                              | Вайлд                       | Номінація                   |                             |

## Додаткові факти
- Цей фільм — дебют Орландо Блума в кіно.